# Saga (district)

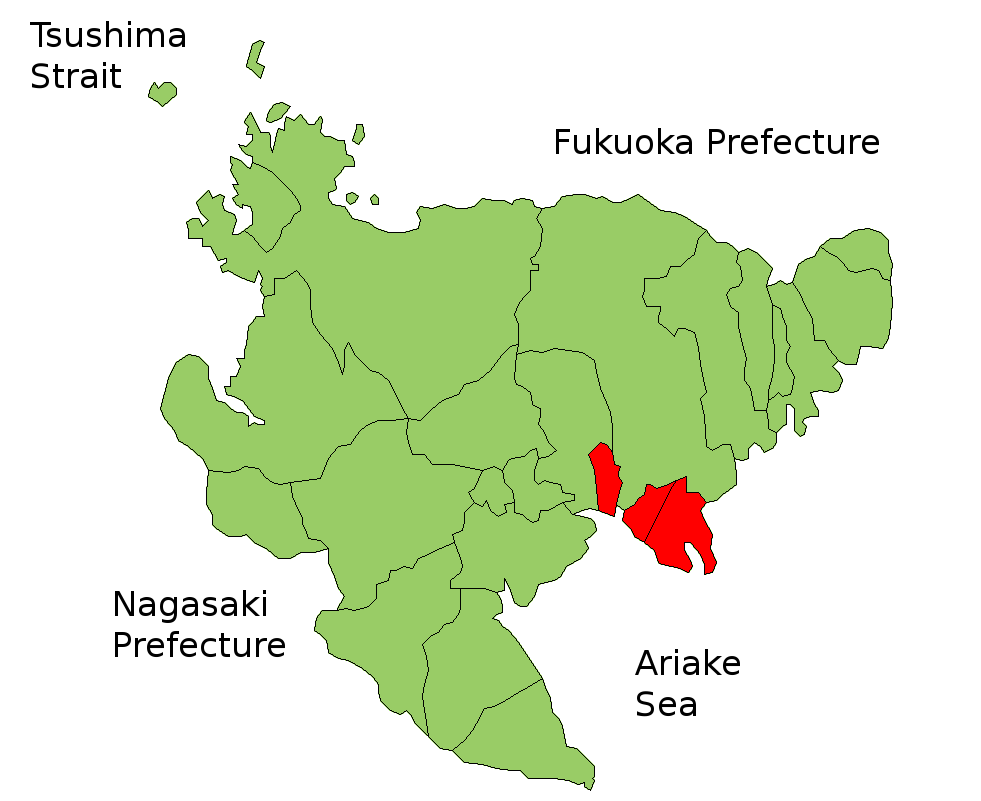
Het District Saga in de prefectuur Saga.

Saga (Japans: 佐賀郡, Saga-gun) was een district van de prefectuur Saga in Japan. Op 1 oktober 2007 hield het district op te bestaan nadat alle overblijvende gemeenten bij de stad Saga aangehecht werden. 
Op 1 oktober 2006 had het district een geschatte bevolking van 34.256 inwoners en een bevolkingsdichtheid van 449,14 inwoners per km². De totale oppervlakte bedroeg 76,27 km². 

## Gemeenten
- Higashiyoka
- Kawasoe
- Kubota

## Fusies
- Op 1 oktober 2005  werden de gemeenten Morodomi, Yamato en Fuji aangehecht bij de stad Saga.

Steden:
Imari · Kanzaki · Karatsu · Kashima · Ogi · Saga (hoofdstad) · Takeo · Taku · Tosu · Ureshino

Districten:
Fujitsu · Higashimatsuura · Kanzaki · Kishima · Miyaki · Nishimatsuura
Gemeenten per district